# Antikomintern paktum
| 0. Lengyel–ukrán háború                                  | 1918. | 11. 01. - 1919. 07. 18.  |
| 1. Versailles-i békeszerződés                            | 1919. |                          |
| 2. Lengyel–szovjet háború                                | 1919. | 02. 14. - 1921. 03. 18.  |
| 3. Trianoni békeszerződés                                | 1920. |                          |
| 4. Rapallói egyezmény                                    | 1920. | november 12.             |
| 5. Francia–lengyel katonai szövetség (en)                | 1921. | február 16.              |
| 6. Rigai béke (en)                                       | 1921. | március 18.              |
| 7. Menetelés Rómába                                      | 1922. | október 28 - 29.         |
| 8. Korfui összetűzés (olasz-görög) (en)                  | 1923. | aug. - szept.            |
| 9. Müncheni sörpuccs                                     | 1923. | november 8.              |
| 10. A Ruhr-vidék francia–belga megszállása (en)          | 1923. | - 1925.                  |
| 11. Libia megszállása - Második olasz–líbiai háború (en) | 1923. | - 1932.                  |
| 12. Mein Kampf (Harcom) megjelenése                      | 1925. |                          |
| 13. Dawes-terv (en)                                      | 1924. |                          |
| 14. Locarnói egyezmény                                   | 1925. | december 01.             |
| 15. Young-terv (en)                                      | 1929. |                          |
| 16. Nagy gazdasági világválság                           | 1929. | október 24. – 1941.      |
| 17. Mandzsúria japán lerohanása (en)                     | 1931. | 09. 18. - 1932. 02. 26.  |
| 18. Mandzsukuo megszállása                               | 1931  | – 1942.                  |
| 19. Sanghaj-i január 28-i összetűzés (en)                | 1932. | 01. 28. – 03. 03.        |
| 20. Szovjet–lengyel megnemtámadási egyezmény             | 1932. | július 25.               |
| 21. Genfi leszerelési világértekezlet (en)               | 1932. | 02.02. - 1934.06.11.     |
| 22. Első hopeji hadjárat/A nagy fal védelme (en)         | 1933. | 01.01 - 05.31.           |
| 23. Belső-mongóliai hadjárat (en)                        | 1933. | - 1936.                  |
| 24. Hitler lesz a kormányfő és az államfő is egyben      | 1933. | - 1934.                  |
| 25. A tanggui fegyverszünet (en)                         | 1933. | május 31.                |
| 26. Németország újrafelfegyverzése elindul (en)          | 1933. | július 12.               |
| 27. Olasz–szovjet egyezmény (en)                         | 1933. | szeptember 2.            |
| 28. Belső-mongóliai hadjárat (en)                        | 1933. | ápr.- 1936. dec.         |
| 29. Németország elhagyta a leszerelési értekezletet (en) | 1933. | október 14.              |
| 30. Németország kilép a Nemzetek Szövetségéből (en)      | 1933. | okt. 19. - nov. 12.      |
| 31. Német–lengyel megnemtámadási egyezmény               | 1934. | január 26.               |
| 32. A Saar-vidéki népszavazás/visszatérés Németországhoz | 1935. | január 13.               |
| 33. Kötelező sorozás kezdődik Németországban újra (en)   | 1935. | március 16.              |
| 34. Francia–szovjet segítségnyújtási szerződés (en)      | 1935. | május 2.                 |
| 35. Szovjet–csehszlovák segítségnyújtási szerződés (en)  | 1935. | május 16.                |
| 36. He-Umezu egyezmény (en)                              | 1935. | 06. 10. - 1937. 07. 07.  |
| 37. Angol–német tengerészeti egyezmény (en)              | 1935. | június 18.               |
| 38. December 9-i megmozdulások Pekingben (en)            | 1935. | december 9.              |
| 39. Második olasz–etióp háború (abesszíniai háború)      | 1935. | 10. 3.- 1937. 02. 19.    |
| 40. A Rajna-vidéki bevonulás (en)                        | 1936. | március 7.               |
| 41. Spanyol polgárháború kezdete                         | 1936. | júl. 17. - 1939. ápr. 1. |
| 42. A Berlin–Róma-tengely (német–olasz egyezmény)        | 1936. | október 27.              |
| 43. Antikomintern paktum                                 | 1936. | november 25.             |
| 44. Suiyuan hadjárat (en)                                | 1936. | október - november       |
| 45. Hsziani válság (en)                                  | 1936. | december 12-26.          |
| 46. Második kínai–japán háború                           | 1937. | - 1945.                  |
| 47. A USS Panay-incidens (en)                            | 1937. | december 12.             |
| 48. Ausztria bekebelezése (Anschluss)                    | 1938. | március 12.              |
| 49. Májusi válság (német–cseh határ) (en)                | 1938. | május 19 - 23.           |
| 50. Haszan-tavi csata/Csangkufengi összecsapás           | 1938. | júl. 29. - aug. 11.      |
| 51. Német–csehszlovák kisháború (Ordnersgruppe) (en)     | 1938. | szeptember 16 - 17.      |
| 52. Müncheni egyezmény                                   | 1938. | szeptember 29.           |
| 53. A Szudéta-vidék Birodalomhoz csatolása (en)          | 1938. | október 01 - 10.         |
| 54. Első bécsi döntés                                    | 1938. | november 02.             |
| 55. A Szlovák Köztársaság kikiáltása                     | 1939. | március 14.              |
| 56. Csehszlovákia német megszállása (en)                 | 1939. | március 15.              |
| 57. Litvánia náci megfenyegetése, Memel elcsatolása (en) | 1939. | március 20 - 22.         |
| 58. Magyar–szlovák kis háború                            | 1939. | március 23 - 31.         |
| 59. A spanyol polgárháború végső hadműveletei (en)       | 1939. | március 26. - április 1. |
| 60. Danzigi válság (en)                                  | 1939. | március - augusztus      |
| 61. Angol függetlenségi garancia Lengyelországnak (en)   | 1939. | március 31.              |
| 62. Albánia olasz lerohanása (en)                        | 1939. | április 7-12.            |
| 63. Szovjet–angol–francia tárgyalások Moszkvában (en)    | 1939. | ápr. 15.- aug. 21.       |
| 64. Német–olasz barátsági és katonai szerződés           | 1939. | május                    |
| 65. Halhín-goli csata                                    | 1939. | május - szeptember       |
| 66. Molotov–Ribbentrop szerződés                         | 1939. | augusztus 23.            |
| 67. Lengyelország német lerohanása                       | 1939. | szept. 1. - okt. 6.      |

Az antikomintern paktumot az Adolf Hitler vezette Harmadik Birodalom és a Japán Császárság kötötte 1936. november 25-én Berlinben a Kommunista Internacionálé és különösen a Szovjetunió elleni együttműködésről.
Az egyezményhez 1937-ben Benito Mussolini Olaszországa is csatlakozott, és ezzel hivatalosan is létrejött azon tengelyhatalmak együttműködése, amelyek később együtt vívták meg a második világháborút a szövetséges hatalmakkal szemben. Az együttműködést az 1940-ben kötött háromhatalmi egyezmény fonta szorosabbra.

## Háttere

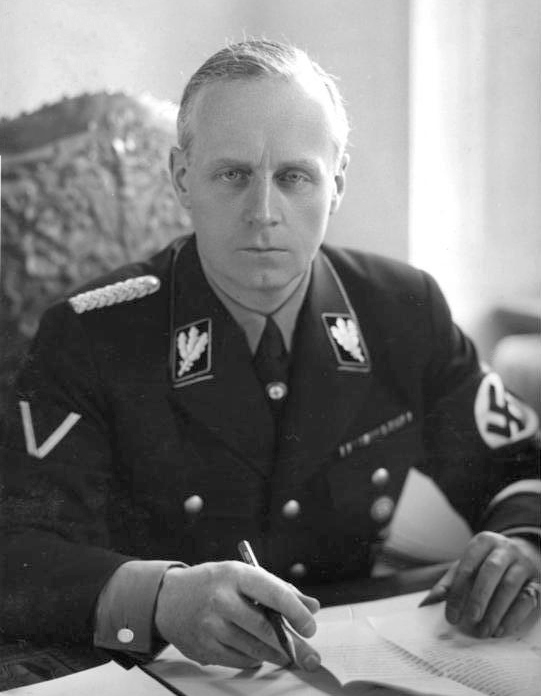
Joachim von Ribbentrop

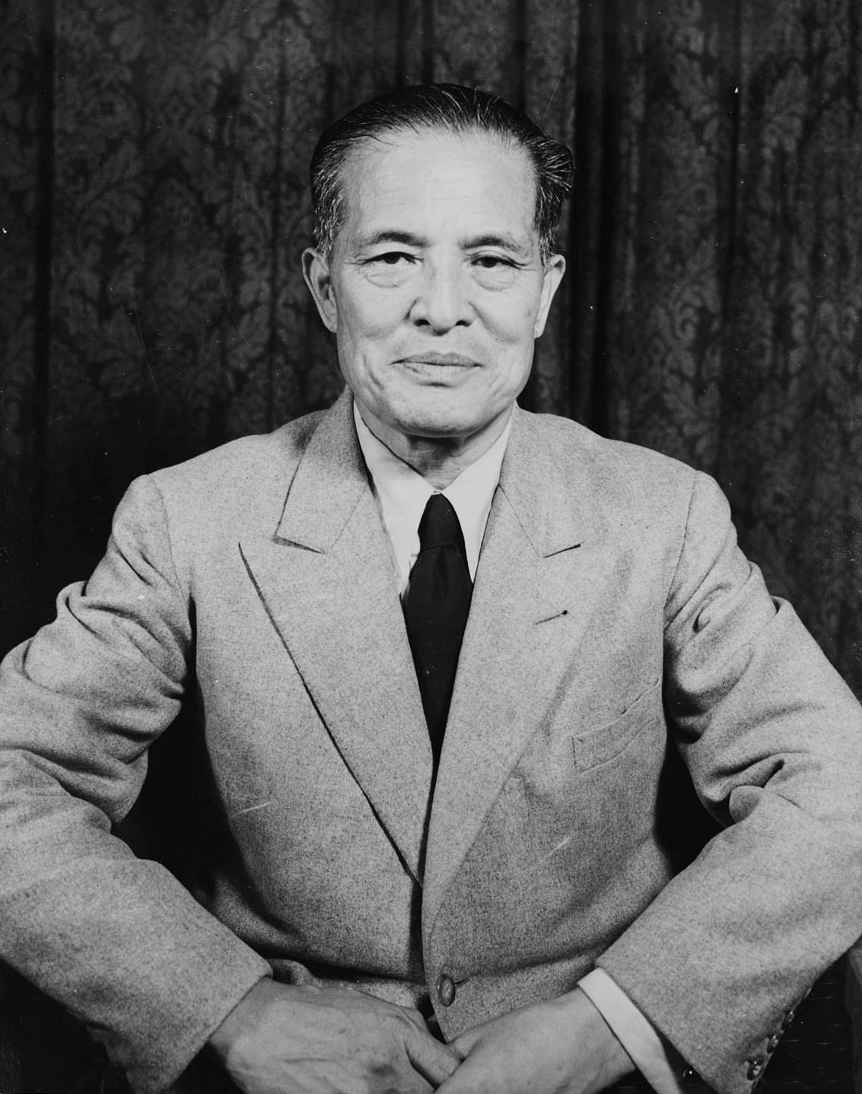
Ósima Hirosi

A paktum gondolatának gyökerei 1935-ig nyúlnak vissza, amikor számos német hivatalnok a külügyminisztériumon belül és kívül azon igyekezett, hogy összeegyeztesse a hagyományos Kína-barát német külpolitikát Hitler azon vágyával, hogy Kína ősellenségével, Japánnal lépjen szövetségre. 1935 októberében az a gondolat merült fel, hogy egy antikommunista szövetségben lehetne egyesíteni a Kuomintang rezsimet, Japánt és Németországot. Különösen tetszett az ötlet Joachim von Ribbentrop különleges nagykövetnek, a Dienststelle Ribbentrop néven emlegetett árnyék-külügyminisztérium vezetőjének és a berlini japán katonai attasénak, Ósima Hirosinak, aki azt remélte, hogy ez a szövetség Japán alárendeltjévé tenné Kínát. Ez a terv a kínai érdeklődés hiánya miatt nem vált valóra, mindenesetre Ribbentrop és Osima kidolgozott egy Komintern-ellenes szerződést. A paktumot az eredeti terv szerint 1935 novemberének végén kötötték volna meg és meghívást kapott volna a csatlakozásra az Egyesült Királyság, Olaszország, Kína és Lengyelország is. A terv azonban egy évre a fiókba került, mivel Konstantin von Neurath külügyminiszter és Werner von Blomberg hadügyminiszter aggódni kezdtek, hogy tönkretenné a német-kínai kapcsolatokat, majd Japánban 1936. február 26-án katonai puccs tört ki, ami sikertelen maradt, de zűrzavart okozott. 1936 nyarára megváltozott a helyzet: a japán kormányban megnőtt a hadsereg befolyása, Berlinben és Tokióban aggodalmakat szült a francia-szovjet közeledés és Hitler drámai antikommunista gesztust akart tenni, amely esetleg német-brit szövetségkötéshez vezethetne. Mindezek miatt újraéledt az antikomintern paktum gondolata. A kezdeményezés 1936. október 23-án történt meg és a paktumot november 25-én írták alá. A Szovjetunióval való direkt ütközést elkerülendő a paktum csak a Komintern ellen irányult. Ugyanakkor tartalmazott egy titkos záradékot, amely szerint bármelyik aláíró hatalom keveredne háborúba a Szovjetunióval, a másik nem segítene a szovjeteknek és tárgyalásokat kezdene az együttműködésről a másik szerződővel.

## Létrejön a tengely
1937. november 6-án Olaszország is csatlakozott a paktumhoz és ezzel létrejött az a szövetség, amelyet később tengelyhatalmak néven emlegettek. Az olasz lépés félig-meddig a Stresa front nevű hamvába holt 1935-ös francia-brit kezdeményezésre volt reakció, amelynek vissza kellett volna tartania Németországot a határain való túlterjeszkedéstől. A franciák és a britek „a német expanzionizmus”, különösen az Ausztriával való egyesülés ellen léptek volna fel, és az utóbbi elleni harc Olaszországnak is alapvető érdeke volt. A gyanakvás az olasz kapcsolatokban és Benito Mussolini saját expanzionizmusa azonban növelte a franciák és a britek és a másik oldalon az olaszok közti távolságot. Olaszország 1935 októberében lerohanta az afrikai Abesszíniát (Etiópia), anélkül, hogy az afrikaiak ezt kiprovokálták volna, ami a Népszövetség elveinek megsértését jelentette. A britek és a franciák azonban titkos egyezséget kötöttek Mussolinivel, amelyben Olaszország megkapta Abesszínia kétharmadát (Hoare–Laval-paktum). Amikor ez kiszivárgott, az egyezség Franciaországban és az Egyesült Királyságban is botrányt robbantott ki és Samuel Hoare brit külügyi államtitkárnak le kellett mondania. A Hoare–Laval-paktumot felmondták.

## Kísérletek a brit–német viszony javítására
Még a paktumtárgyalások kezdete előtt, 1935 júniusában meglepetésre megkötötték az Angol–Német Tengerészeti Egyezményt. Hitler ezután még több kísérletet tett a két ország kapcsolatának javítására, hogy szövetséget hozzon létre a Szovjetunió elszigetelésére, ugyanakkor a szovjetek és a britek Németország elszigetelésére törekedtek. Hitler megpróbálkozott azzal is, hogy rávegye Lengyelországot az antikomintern paktumhoz való csatlakozásra, megpendítve a német-lengyel területi viták rendezésének lehetőségét is. Lengyelország azonban visszautasította a közeledést, mert a lengyelek attól féltek, hogy Németország bábállamává válhatnak.
A tengerészeti egyezmény a japán politikusok, köztük Jamamoto Iszoroku számára megdöbbentő volt, de a domináns katonai klikk vezetői úgy értékelték, hogy ezzel a németek csak időt akartak nyerni, hogy utolérhessék a brit flotta fejlettségét.
Hitler erőfeszítései a brit kapcsolatok javítására nem jártak sikerrel. 1939 augusztusában Németország az antikomintern paktum szellemével ellentétes lépést tett, amikor a Szovjetunióval aláírta a Molotov–Ribbentrop-paktum néven ismert megnemtámadási egyezményt. 1940-ben azonban már a Szovjetunió lerohanásának terveivel kezdtek el foglalkozni és Ribbentrop külügyminisztert Japánba küldtek, hogy új egyezményről tárgyaljon a japánokkal. 1940. szeptember 25-én Ribbentrop táviratot küldött Vjacseszlav Molotov szovjet külügyminiszternek, amelyben arról tájékoztatta, hogy Németország, Olaszország és Japán katonai szövetségről szóló egyezményt készül aláírni. Arról próbálta meggyőzni Molotovot, hogy a szövetség az Amerikai Egyesült Államok és nem a Szovjetunió ellen irányul.

## A felújított paktum
Miután 1941-ben Németország megkezdte a Barbarossa-terv megvalósítását és lerohanta a Szovjetuniót, újjáélesztették az antikomintern paktumot, és november 25-én öt évvel meghosszabbították. Az aláírók ezúttal a következő államok voltak:
- Németország[8]
- Japán
- Olaszország
- Bulgária
- Horvátország
- Dánia
- Finnország
- Kína
- Magyarország
- Mandzsukuo
- Románia
- Szlovákia
- Spanyolország

## Fordítás
- Ez a szócikk részben vagy egészben  az   Anticomintern Pact című angol Wikipédia-szócikk fordításán alapul.  Az eredeti cikk szerkesztőit annak laptörténete sorolja fel. Ez a jelzés csupán a megfogalmazás eredetét és a szerzői jogokat jelzi, nem szolgál a cikkben szereplő információk forrásmegjelöléseként.